# Dennis Gaitsgory
Dennis Gaitsgory (Moldávia) é um matemático israelense-estadunidense, professor da Universidade Harvard, conhecido por suas pesquisas sobre o Programa Langlands.
Nascido na atual Moldávia, cresceu no Tajiquistão antes de estudar na Universidade de Tel Aviv, onde obteve um doutorado em 1997, orientado por Joseph Bernstein, com a tese "Automorphic Sheaves and Eisenstein Series".
Seu trabalho com o Programa Langlands culminou em 2002 com um artigo conjunto com Edward Frenkel e Kari Vilonen, On the geometric Langlands conjecture estabelecendo a conjectura para campos finitos, e um artigo separado em 2004, On a vanishing conjecture appearing in the geometric Langlands correspondence, generalizando a prova para incluir o campo dos números complexos.
Antes de ser indicado professor de Harvard em 2005 foi professor associado da Universidade de Chicago em 2001–2005.
Foi palestrante convidado do Congresso Internacional de Matemáticos em Pequim (2002: Geometric Langlands correspondence for {\displaystyle GL_{n}}).